# Virbia subbasalis
Virbia subbasalis là một loài bướm đêm thuộc phân họ Arctiinae, họ Erebidae.